# Nicolas Lüchinger
Nicolas Lüchinger (sinh ngày 16 tháng 10 năm 1994) là một cầu thủ bóng đá người Thụy Sĩ hiện tại thi đấu ở vị trí hậu vệ phải cho FC St. Gallen tại Giải bóng đá vô địch quốc gia Thụy Sĩ.

## Sự nghiệp câu lạc bộ
Lüchinger là một nhân tố trẻ từ FC Sion. Anh ra mắt tại Giải bóng đá vô địch quốc gia Thụy Sĩ ngày 10 tháng 8 năm 2016 trước FC Lugano.